# A12-es autópálya (Olaszország)

Az A12-es autópálya egy 290 km hosszúságú autópálya Olaszországban. Az út Liguria, Toszkána és Lazio régiókon halad keresztül. Fenntartója az 
- Autostrade per l'Italia
- Società Autostrada Ligure Toscana
- Società Autostrada Tirrenica

.